# João Ernesto I, Duque de Saxe-Weimar
João Ernesto I, Duque de Saxe-Weimar (21 de Fevereiro de 1594 – 6 de Dezembro de 1626), foi um duque de Saxe-Weimar.

## Biografia
Filho mais velho de João II, Duque de Saxe-Weimar e da princesa Doroteia Maria de Anhalt, durante os seus primeiros anos de idade, João Ernesto teve como tutor e mestre de armas Frederick of Kospoth. O seu pai morreu a 18 de Julho de 1605, deixando o ducado sob o governo de uma regência. Em 1608, quando tinha catorze anos de idade, João Ernesto começou os seus estudos na Universidade de Jena juntamente com os seus irmãos mais novos, os príncipes Guilherme e Frederico. Durante o período de tempo que passaram na universidade, o seu guardião nomeou-lhes um companheiro e supervisor que, mais tarde, se tornaria no marechal-de-campo Kaspar de Teutleben e o perceptor Frederick Hortleder. Entre 1613 e 1614, João, juntamente com os seus irmãos e guardiões, fez uma viagem por França, Grã-Bretanha e Países Baixos para completar os seus estudos.
Em 1615, João Ernesto atingiu a maioridade e passou a controlar o ducado e a educação dos seus irmãos que ainda eram menores de idade.
A 24 de Agosto de 1617, no Schloss Hornstein (actual Castelo de Wilhelmsburg), durante o funeral da sua mãe, João Ernesto criou a Sociedade Frutífera (Fruchtbringende Gesellschaft), uma sociedade literária alemã. Inicialmente, o jovem duque participou como um dos membros fundadores.
Durante o seu governo, João Ernesto promoveu as reformas de Wolfgang Ratke em Köthen. Também apoiou reformas educativas semelhantes de Johannes Kromayer e Johann Weidner em Weimar, a partir de 1618 em Jena e Weimar com o anulamento dos decretos de impostos.
Em 1620, João Ernesto prestou serviço sob as ordens de Frederico V, Eleitor Palatino, o famoso Rei do Inverno. Após a sua derrota na Batalha da  Montanha Branca a 8 de Novembro  1620, o duque recusou voltar a obedecer ao sacro-imperador sem apresentar condições. Como castigo, perdeu as suas propriedades e a guarda dos seus irmãos.
A partir de então, o duque passou a estar completamente contra os Habsburgos e chegou mesmo a combater nos Países Baixos, onde tinha a função de mestre de cavalaria. Mais tarde, aceitou uma comissão como tenente-general de cavalaria da Dinamarca e lutou na Guerra dos Trinta Anos na Vestfália e Baixa Saxónia. Assim, participou na conquista da Schlesiens. Depois, combateu às ordens do conde Ernst von Mansfeld por uma das suas propriedades na Hungria. Acabaria por morrer lá, em Sankt Martin, aos trinta-e-dois anos de idade, devido aos ferimentos que sofreu em batalha.

## Genealogia
| João Ernesto I, Duque de Saxe-Weimar | Pai: João II, Duque de Saxe-Weimar | Avô paterno: João Guilherme, Duque de Saxe-Weimar  | Bisavô paterno: João Frederico I da Saxônia                     |
| João Ernesto I, Duque de Saxe-Weimar | Pai: João II, Duque de Saxe-Weimar | Avô paterno: João Guilherme, Duque de Saxe-Weimar  | Bisavó paterna: Síbila de Cleves                                |
| João Ernesto I, Duque de Saxe-Weimar | Pai: João II, Duque de Saxe-Weimar | Avó paterna: Doroteia Susana do Palatinado-Simmern | Bisavô paterno: Frederico III, Eleitor Palatino                 |
| João Ernesto I, Duque de Saxe-Weimar | Pai: João II, Duque de Saxe-Weimar | Avó paterna: Doroteia Susana do Palatinado-Simmern | Bisavó paterna: Maria de Brandenburg-Kulmbach                   |
| João Ernesto I, Duque de Saxe-Weimar | Mãe: Doroteia Maria de Anhalt      | Avô materno: Joaquim Ernesto, Príncipe de Anhalt   | Bisavô materno: João V, Príncipe de Anhalt-Zerbst               |
| João Ernesto I, Duque de Saxe-Weimar | Mãe: Doroteia Maria de Anhalt      | Avô materno: Joaquim Ernesto, Príncipe de Anhalt   | Bisavó materna: Margarida de Brandemburgo, Duquesa da Pomerânia |
| João Ernesto I, Duque de Saxe-Weimar | Mãe: Doroteia Maria de Anhalt      | Avó materna: Leonor de Württemberg                 | Bisavô materno: Cristóvão, Duque de Württemberg                 |
| João Ernesto I, Duque de Saxe-Weimar | Mãe: Doroteia Maria de Anhalt      | Avó materna: Leonor de Württemberg                 | Bisavó materna: Ana Maria de Brandenburg-Ansbach                |